# Nitroplodka potoční
Nitroplodka potoční (Dermatocarpon rivulorum) je lupenitý lišejník z čeledi bradavnicovité (Verrucariaceae), který se vyskytuje ve vodních ekosystémech včetně střední Evropy. Jeho lupeny jsou poměrně velké, více než 15 mm. Stélka má hnědou barvu, suchá je relativně tenká, jen asi 0,24 až 0,42 mm.